# مسجد البرادعية
مسجد البرادعيّة هو مسجد من مساجد مدينة تونس، يقع بربض باب سويقة.

## الموقع
يقع المسجد بنهج باب سعدون عدد 1.

## التّسمية
استمدّ المسجد تسميته من صانعي سروج الأحصنة الموجودين حوله.

## التّاريخ
تمّ بناؤه في القرن الخامس عشر في العهد الحفصي.

## معرض الصّور

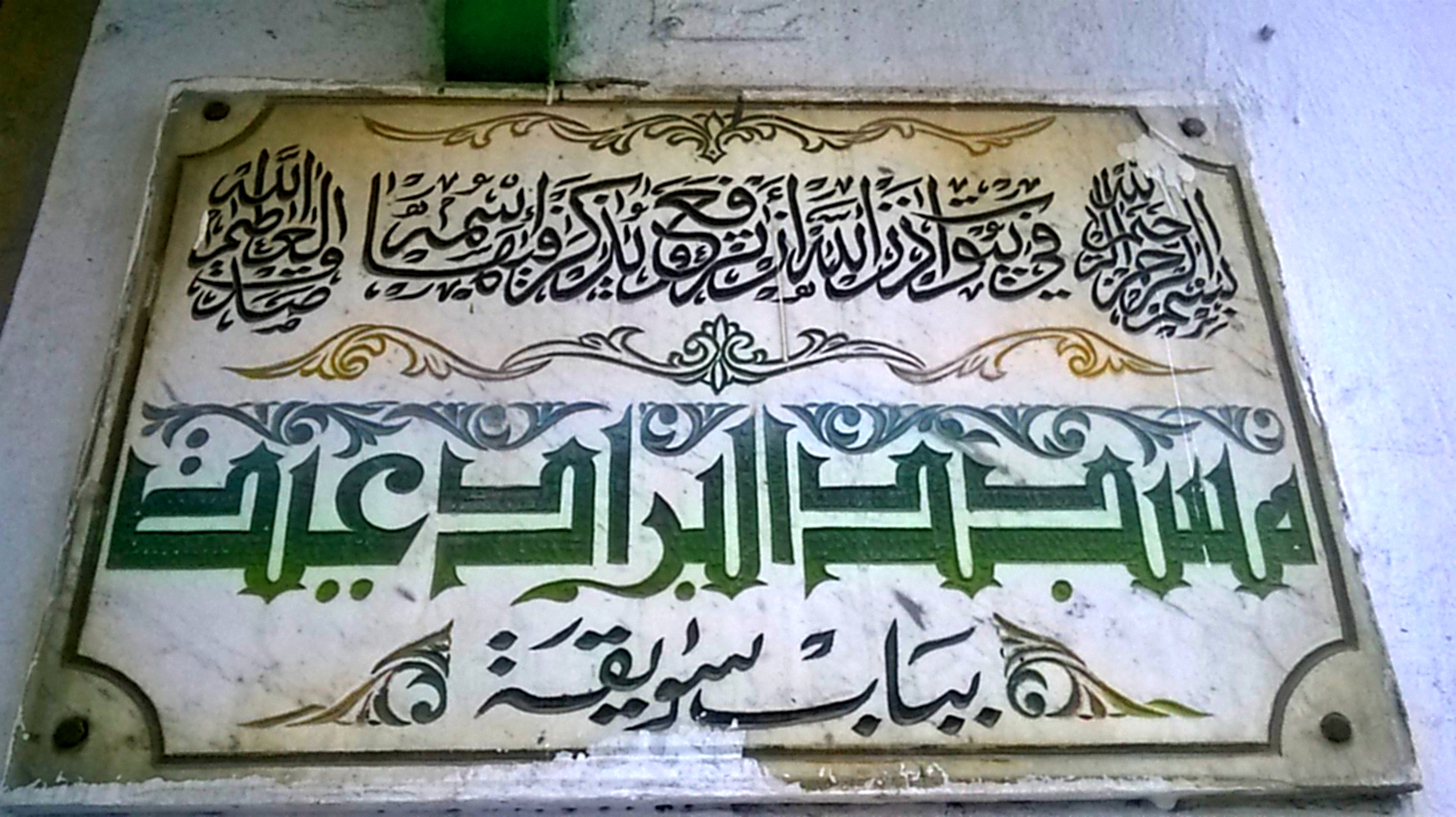
لوحة رخاميّة
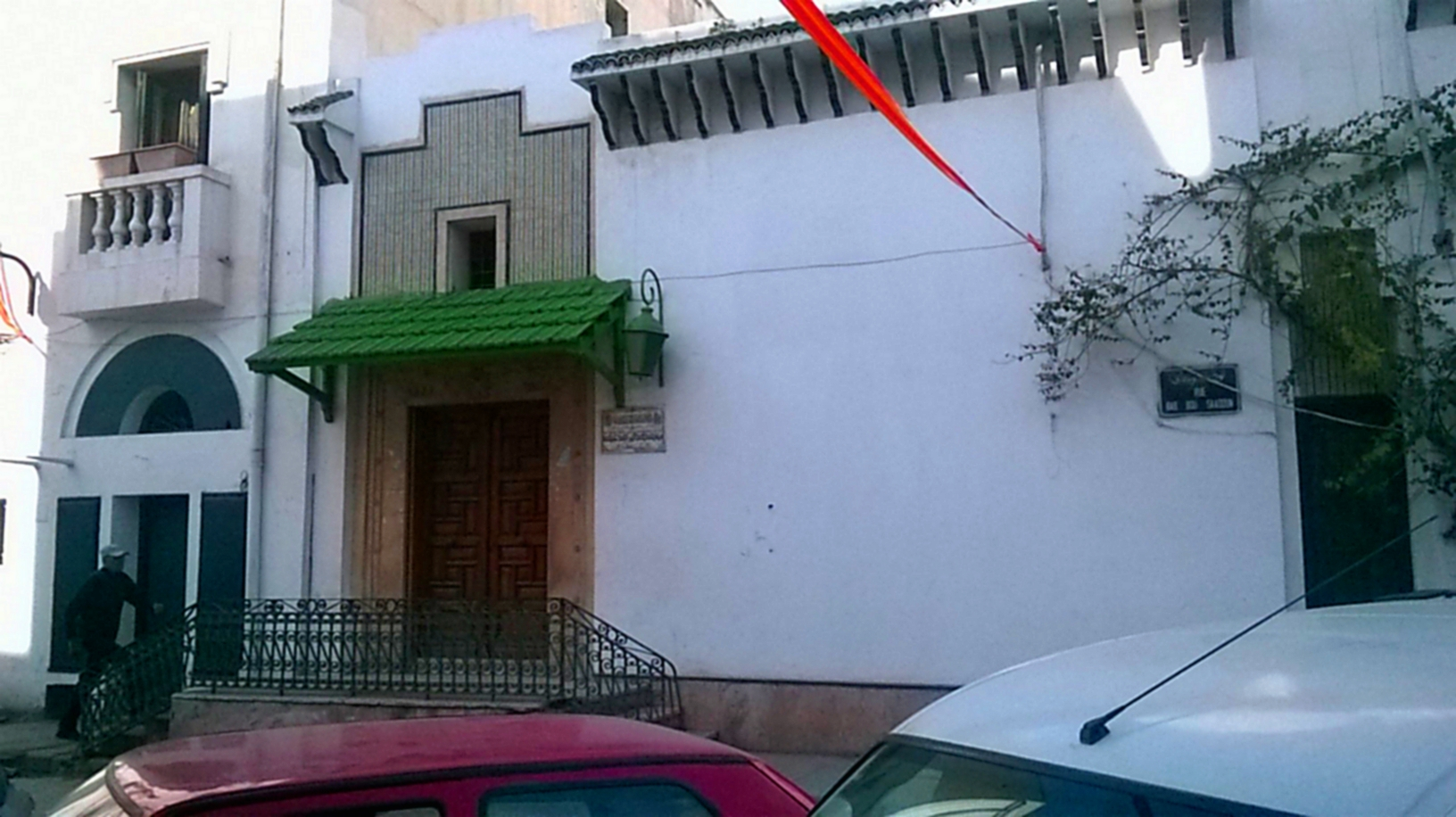
مدخل المسجد